# Johannes Jacobus Dodt van Flensburg
Johannes Jacobus Dodt van Flensburg, eigentlich Jen Jensen Dodt, (* 8. März 1795 in Flensburg, St. Marien; † 25. August 1847 in Utrecht) war ein deutschsprachiger, in Utrecht wirkender Lehrer, Bibliothekar und Mathematik- und Kirchenhistoriker. Sein Hauptwerk war das siebenbändige Archief voor kerkelijke en wereldsche geschiedenissen inzonderheid van Utrecht (Archiv für kirchliche und weltliche Geschichte) in der er die gesamten Manuskripte der Bibliothek aufarbeitete.
Dodt wuchs in Flensburg als Sohn eines Böttchers und später Ratskellerpächters auf und ging in die Lateinschule als erster in seiner Familie. Er studierte später Rechtswissenschaften an der Universität Kiel und legte sein Examen 1820 in Gottorf ab.
Dodt legte sich in Holland, wohin er als Privatlehrer ging, den Beinamen seiner Heimatstadt zu. Er war Lehrer am städtischen Gymnasium in Utrecht und Lektor an der Hoogeschool Utrecht und ab 1828 Assistent in der Universitätsbibliothek, wo er den Katalog zusammenstellte.
Er veröffentlichte zahlreiche Artikel über die Geschichte der Niederlande, auch über Mathematiker wie Simon Stevin, Willebrord Snellius und Ludolph van Ceulen.